# Liste der Reichsversammlungen in Worms
Die Liste der Reichsversammlungen in Worms führt die Synoden, Hof-, Fürsten- und Reichstage sowie Reichsversammlungen des Heiligen Römischen Reiches auf, die in der Stadt Worms stattfanden.

## Begriffe
Diese Versammlungen waren Treffen der römisch-deutschen Könige und Kaiser mit den führenden politischen Mächten des Reiches. Die Abgrenzung zwischen den dafür verwendeten Begriffen ist bis ins ausgehende Mittelalter sehr unscharf. Teilweise werden mehrere Bezeichnungen für dasselbe Zusammentreffen verwendet. Der Begriff „Reichstag“ ist quellenmäßig überhaupt erst ab 1495 belegt. Der Begriff „Reichsversammlungen“ stellt noch am ehesten einen Oberbegriff dar. Im 16. Jahrhundert differenzierten die Versammlungen zunehmend aus, indem z. B. Kurfürstentage oder Reichskreisversammlungen hinzutraten und der Reichstag sich immer öfter als Reichsdeputiertentag versammelte.

## Worms als Versammlungsort
In Worms gab es mit der Königspfalz eine geeignete Infrastruktur, um solche Versammlungen abzuhalten. Diese war seit der Karolingerzeit ein beliebter Aufenthaltsort der deutschen Könige. Worms lag am Rhein und damit verkehrsgünstig, nicht nur für anreisende Teilnehmer an den Reichsversammlungen, sondern auch um diese während ihres Aufenthalts zu versorgen. Bei Otto von Freising liest sich das folgendermaßen:

“Dieses Gebiet nämlich, das der hochberühmte Rhein, einer der drei bedeutendsten Ströme Europas, durchschneidet, an dessen einem Ufer die Grenze Galliens, an dessen anderem die Germaniens verläuft, ist reich an Getreide und Wein und bietet eine Fülle von jagdbarem Wild und Fischen […] und kann daher die Fürsten, wenn sie sich jenseits der Alpen aufhalten, am längsten versorgen.”

## Liste
| Jahr                          | Hauptartikel                                | Vorsitz                       | Ereignisse |
| ----------------------------- | ------------------------------------------- | ----------------------------- | --- |
| 764                           | Reichstag zu Worms (764)                    | Pippin der Jüngere            | Organisation der Kriege gegen Herzog Waifar von Aquitanien und Herzog Tassilo III. von Bayern |
| 768                           |                                             | Karl der Große                | Nur bei Illert, sonst nicht erwähnt. |
| 770                           | Reichstag zu Worms (770)                    | Karl der Große                | Versöhnungsversuch mit Karlmann. Der Wormser Reichstag ist der erste unter Karls Regierung |
| 772                           | Reichstag zu Worms (772)                    | Karl der Große                | Organisation des ersten Feldzuges der Sachsenkriege Karls des Großen |
| 776                           | Reichstag zu Worms (776)                    | Karl der Große                | Organisation eines weiteren Feldzuges gegen die Sachsen |
| 779/780                       |                                             | Karl der Große                | Nur bei Illert als Reichsversammlung eingestuft. Es handelte sich um einen relativ langen Aufenthalt des Königs in Worms, von einer Reichsversammlung ist dabei aber nicht die Rede. |
| 781                           | Reichstag zu Worms (781)                    | Karl der Große                | Rahmen für ein Treffen von König Karl und Baiern-Herzog Tassilo III. |
| Oktober 783                   |                                             | Karl der Große                | Von Illert als „Fürstenversammlung“ eingestuft; tatsächlich handelte es sich um die Hochzeit Karls des Großen mit seiner vierten Frau Fastrada. |
| 784                           | Reichstag zu Worms (784)                    | Karl der Große                | Die Heere von Karl dem Großen und seinem Sohn, Karl d. J., vereinigten sich in Worms. |
| 786                           | Reichstag zu Worms (786)                    | Karl der Große                | Reichsversammlung |
| 787                           | Reichstag zu Worms (787)                    | Karl der Große                | Vorbereitung des Kriegszugs gegen Tassilo III. |
| 789                           | Reichstag zu Worms (789)                    | Karl der Große                | Umfassendes Treffen der karolingischen Herrscherfamilie. Ob das eine Reichsversammlung war, bleibt fraglich. |
| 790                           |                                             | Karl der Große                | In der Literatur als Reichsversammlung geführt, aber wohl eine Verwechslung mit dem „Reichstag zu Worms (789)“ |
| 829                           | Reichstag zu Worms (829)                    | Ludwig der Fromme             | Neuaufteilung des Reiches unter Berücksichtigung der Ansprüche Karls des Kahlen, zugleich Synode |
| 836                           | Reichstag zu Worms (836)                    | Ludwig der Fromme             | |
| 839                           | Reichstag zu Worms (839)                    | Ludwig der Fromme             | Letzter Versuch Ludwig des Frommen, eine gütliche Einigung zwischen seinen Söhnen und Erben zu erreichen. |
| 840                           |                                             | Ludwig der Fromme             | Vermutlich ist die Reichsversammlung von 839 gemeint. |
| 857                           | Reichstag zu Worms (857)                    | Ludwig II. (der Deutsche)     | |
| 858                           |                                             | Ludwig der Deutsche           | Eine Reichsversammlung wird in diesem Jahr in Worms zwar in der Literatur behauptet, allerdings gibt die Quelle – die Fuldaer Annalen – lediglich an, dass Ludwig II. (der Deutsche) hier im August die Truppen für seinen Einfall im Westfrankenreich sammelte. |
| 859                           |                                             | Ludwig II. (der Deutsche)     | Eine Synode in diesem Jahr wird in der Literatur behauptet. Faktisch handelte es sich um den Empfang einer Gesandtschaft von der am 28. Mai 859 in Metz zusammengetretenen Synode am 4. Juni 858 durch Ludwig II. in Worms. |
| 862                           | Reichstag zu Worms (862)                    | Ludwig II. (der Deutsche)     | |
| 866                           |                                             | Ludwig II. (der Deutsche)     | Treffen und Versöhnung zwischen Ludwig II. (dem Deutschen) und seinem Sohn, Ludwig III. Von einer Reichsversammlung ist in den Quellen nicht die Rede. Friedrich Maria Illert macht daraus eine „Synode“. |
| 868                           | Synode von Worms                            | Erzbischof Liutbert von Mainz | König Ludwig II. (der Deutsche) war anwesend. |
| 880                           |                                             | Ludwig III.                   | Diese Reichsversammlung fand nicht in, sondern bei Worms statt. |
| 882                           |                                             | Karl III.                     | Erste Reichsversammlung, Mai 882, Anlass war ein Feldzug gegen die Normannen. |
| 882                           |                                             | Karl III.                     | Zweite Reichsversammlung, November 882: „Auch hielt er [Kaiser Karl III.] in Worms einen Landtag und fasste nutzlose Beschlüsse“. |
| 884                           |                                             | Karl III.                     | Mai 884, Anlass war die Bedrohung durch die Normannen. |
| 885                           |                                             | Karl III.                     | Die Versammlung sollte im Herbst 885 stattfinden. Geplant war ein Treffen zwischen Papst Hadrian III. und dem Kaiser. Ziel des Kaisers war, seinen außerehelichen Sohn, Bernhard, als Nachfolger zu installieren. Der Papst wurde allerdings auf der Anreise, noch in Italien, ermordet. Ob die Reichsversammlung daraufhin überhaupt noch stattfand, ist unklar.                                                                 |
| 888                           |                                             | Arnolf von Kärnten            | In der Literatur wird für 888 ein „Reichstag“ in Worms angenommen. Der fand aber zuvor in Frankfurt am Main statt. Von dort reiste König Arnolf nach Worms, wo er sich mit dem westfränkischen König Odo traf, der den protokollarischen Vorrang Arnulfs anerkannte. |
| 891                           |                                             |                               | Die Synode wird an einer Stelle erwähnt, nicht aber in der sonstigen Literatur. Vermutlich liegt ein Übertragungsfehler vor. |
| 894                           | Reichstag zu Worms (894)                    | Arnolf von Kärnten            | Juni 894: König Arnolf sichert dem westfränkischen Gegenkönig Karl III. Unterstützung zu und versucht vergeblich, seinen Sohn Zwentibold als König in Lotharingien einzusetzen. |
| 895                           | Reichstag zu Worms (895)                    | Arnolf von Kärnten            | Mai 895; Odo wird als westfränkischer König bestätigt, Zwentibold wird zum König von Lotharingien erhoben. |
| 897                           | Reichstag zu Worms (897)                    | Arnolf von Kärnten            | Beilegung von Streitigkeiten in Lotharingien zwischen König Zwentibold und Teilen des Adels |
| 926                           | Reichstag zu Worms (926)                    | Heinrich I.                   | November 926; Rudolf II. von Oberburgund und König Heinrich I. arrangieren sich, letzterer erhält die Heilige Lanze. Der Vetter König Heinrich I. wird als Hermann I. zum Herzog von Schwaben eingesetzt. Die Abwehr der Ungarn wird mit der später sogenannten „Burgenordnung“ neu organisiert. |
| 950                           |                                             | Otto I.                       | Februar 950. Die Angabe findet sich in der Literatur. Die Quelle berichtet allerdings nur davon, dass der König sich in Worms aufhielt und hier seinen ältesten Sohn, Luidolf, zum Herzog von Schwaben einsetzte. Von einer Reichsversammlung ist in der Quelle nicht die Rede. |
| 961                           | Reichstag zu Worms (961)                    | Otto I.                       | Wahl Otto II. als Nachfolger; Vorbereitung des Romzuges zur Kaiserkrönung |
| 966                           | Reichstag zu Worms (966)                    | Otto I.                       | August 966 – Vorbereitung des dritten Italienzuges von Kaiser Otto I. |
| 967                           | Reichstag zu Worms (967)                    | Otto (II.)                    | Anfang Juni 967 findet die Reichsversammlung – formal unter dem erst 12-jährigen Otto II. – statt, während sich Kaiser Otto I. in Italien aufhält. |
| 973                           | Reichstag zu Worms (973)                    | Otto II.                      | Ende Juni 973. Huldigung des süddeutschen Hochadels und der süddeutschen Bischöfe nach dem Antritt der selbständigen Regierung durch Otto II. |
| 1048                          | Reichstag zu Worms (1048)                   | Heinrich III.                 | Dezember 1048; Heinrich III. designierte seinen Vetter 2. Grades, Bischof Bruno von Toul, zum Papst. |
| 1056                          | Reichstag zu Worms (1056)                   | Heinrich III.                 | Der Kaiser hielt sich im Juli 1056 in Worms auf. Von einigen Autoren wird angenommen, dass dabei auch eine Reichsversammlung stattfand, was sich so explizit in der einzigen Quelle dazu aber nicht findet. |
| 1057                          |                                             | Heinrich IV.                  | Ein „Fürstentag“ wird an einer Stelle der Sekundärliteratur genannt, nicht aber in den Quellen, die diesen Zeitraum abdecken. Die Annalen des Lampert von Hersfeld, die Fortsetzung der Chronik Hermanns von Reichenau und die Annalen von Niederaltaich nennen eine Reichsversammlung in Worms 1057 nicht. Letztere verzeichnen lediglich einen Aufenthalt des Königs zu Ostern in Worms.                                        |
| 1063                          |                                             | Heinrich IV.                  | Ein „Hoftag“ wird an einer Stelle der Sekundärliteratur genannt, ohne dass sich dazu in den Quellen etwas finden lässt. |
| 1065                          | Reichstag zu Worms (1065)                   | Heinrich IV.                  | Ende März / Anfang April 1065: Schwertleite (Volljährigkeitserklärung) Heinrich IV. |
| 1066                          |                                             | Heinrich IV.                  | Illert behauptet einen Hoftag. Es gibt 1066 eine einzige von Heinrich IV. in Worms ausgestellte Urkunde ohne weitere Hinweise auf eine Reichsversammlung oder einen längeren Aufenthalt des Königs. |
| 1069                          | Reichstag zu Worms (1069)                   | Heinrich IV.                  | Vergeblicher Versuch Heinrich IV. sich von seiner Frau, Bertha von Savoyen, zu trennen. |
| 1071                          | Reichstag zu Worms (1071)                   | Heinrich IV.                  | Versammlung um Weihnachten 1071. Der König befand sich auf dem Weg, die südöstliche Grenze des Reiches gegen die Ungarn zu sichern. |
| 1072                          | Reichstag zu Worms (1072)                   | Heinrich IV.                  | Erste Auseinandersetzung zwischen dem König und Rudolf von Rheinfelden |
| 1076                          | Hoftag zu Worms (1076)                      | Heinrich IV.                  | 24. Januar 1076 (erste Reichsversammlung 1076 in Worms): Die Versammlung fordert Papst Gregor VII. zum Rücktritt auf. |
| 1076                          | Reichstag zu Worms (Mai 1076)               | Heinrich IV.                  | 15. Mai 1076. Geplant war die Absetzung Papst Gregor VII., was aber nicht zustande kam. |
| 1098                          | Reichstag zu Worms (1098)                   | Heinrich IV.                  | Beendigung des Konfliktes um das Herzogtum Schwaben |
| 1122                          | Reichstag zu Worms (1122)                   | Heinrich V.                   | 8.–23. September 1122. Ergebnis war das Wormser Konkordat. |
| 1139                          |                                             | Konrad III.                   | Fehldatierung, gemeint ist der Reichstag zu Worms (1140) |
| 1140                          | Reichstag zu Worms (1140)                   | Konrad III.                   | 2. Februar 1140 – 13. Februar 1140. |
| 1145                          | Reichstag zu Worms (1145)                   | Konrad III.                   | Mai (?) 1145 |
| 1150                          | Reichstag zu Worms (1150)                   | Konrad III.                   | Ende Dezember 1150 befand sich Konrad III. in Worms. Eine Reichsversammlung fand zu diesem Zeitpunkt dort aber wohl nicht statt. |
| 1153                          | Reichstag zu Worms (1153)                   | Friedrich I. (Barbarossa)     | Juni 1153; Der König setzt zusammen mit päpstlichen Legaten den Erzbischof von Mainz und einige Bischöfe ab. Der Streit um das Herzogtum Baiern zwischen Heinrich dem Löwen und Heinrich Jasomirgott kann nicht beigelegt werden. |
| 1155                          | Reichstag zu Worms (1155)                   | Friedrich I. (Barbarossa)     | Weihnachten 1155. Erzbischof Arnold von Mainz und Pfalzgraf Hermann von Stahleck werden hart wegen Landfriedensbruchs bestraft, weil sie sich in einer Fehde bekämpft haben. |
| 1157                          | Reichstag zu Worms (1157)                   | Friedrich I. (Barbarossa)     | Ende März / Anfang April 1157. Beschluss eines Krieges gegen Mailand im Folgejahr. |
| 1165                          | Reichstag zu Worms (1165)                   | Friedrich I. (Barbarossa)     | September 1165 |
| 1172                          | Reichstag zu Worms (1172)                   | Friedrich I. (Barbarossa)     | März 1172: Beschluss eines Italienzugs, der dann aber erst 1174 stattfand. |
| 1173                          | Reichstag zu Worms (1173)                   | Friedrich I. (Barbarossa)     | Aufenthalt des Kaisers Ende November / Anfang Dezember 1173 in Worms. Eine Reichsversammlung aber liegt hier – entgegen einer Annahme in der Literatur – nicht vor. |
| 1179                          | Reichstag zu Worms (1179)                   | Friedrich I. (Barbarossa)     | Januar 1179; Beginn des Prozesses gegen Heinrich den Löwen, der jedoch fernbleibt. |
| 1183                          |                                             | Friedrich I. (Barbarossa)     | Dezember 1183. Die Reichsversammlung wird nur an einer Stelle erwähnt. Sie findet sich nicht in den Regesta imperii. Dort aber gibt es eine Urkunde, die der Kaiser am 3. Januar 1184 in Straßburg ausstellt und in der er die Privilegien der Stadt Worms in Anwesenheit zahlreicher Würdenträger aus der Stadt bestätigt. Die Aktion ergäbe wenig Sinn, hätte es nur wenige Tage zuvor eine Reichsversammlung in Worms gegeben. |
| 1187                          | Reichstag zu Worms (1187)                   | Friedrich I. (Barbarossa)     | August 1187; Klage gegen Erzbischof Philipp I. von Köln |
| 1188                          |                                             | Friedrich I. (Barbarossa)     | Von Friedrich Maria Illert behauptet, sonst nirgends nachgewiesen. |
| 1192                          | Erster Reichstag in Worms 1192              | Heinrich VI.                  | Januar 1192: Lütticher Bistumsstreit |
| 1192                          | Zweiter Reichstag in Worms 1192             | Heinrich VI.                  | Pfingsten 1192: Reichsacht gegen Heinrich von Braunschweig |
| 1192                          |                                             | Heinrich VI.                  | August 1192, genannt von Theodor Toeche. Das ist aber die Überbewertung einer Urkunde, die zwar vom Kaiser in Worms ausgestellt ist, aber eine Reichsversammlung nicht erwähnt. |
| 1193                          | Reichsversammlung in Worms 1193             | Heinrich VI.                  | Ende Juni: Verhandlungen zwischen dem Kaiser und König Richard I. (Löwenherz) über dessen Freilassung aus der Gefangenschaft. |
| 1195                          | Reichsversammlung in Worms 1195             | Heinrich VI.                  | Dezember 1195; Vorbereitung des Kreuzzugs |
| 1207                          | Reichsversammlung in Worms 1207             | Philipp                       | August 1207; Lösung König Philipps aus dem Kirchenbann |
| 1225                          |                                             | Heinrich (VII.)               | Ein Reichstag in Worms im September 1225 wird in der Sekundärliteratur erwähnt, es gibt aber keine eindeutigen Quellen dazu. |
| 1231                          | Reichsversammlung in Worms im Januar 1231   | Heinrich (VII.)               | Verbot städtischer Einigungen und Bündnisse. |
| 1231                          | Reichsversammlung in Worms im Frühjahr 1231 | Heinrich (VII.)               | April / Mai 1231; zweite Reichsversammlung 1231: Heinrich (VII.) bestätigt mit dem Statutum in favorem principum den deutschen Fürsten zahlreiche Regalien. |
| 1233                          |                                             | Heinrich (VII.)               | Kein Hinweis auf eine solche Reichsversammlung in den Regesta imperii |
| 1255                          | Reichsversammlung in Worms 1255             | Wilhelm von Holland           | Februar 1255; Versöhnungs-Demonstration zwischen dem König und der Stadt Worms nach deren Gegnerschaft zum König bei dessen Kampf gegen die Staufer. |
| 1269                          | Reichsversammlung in Worms 1269             | Richard von Cornwall          | April 1269; Erneuerung des Landfriedens, Beseitigung von Abgaben und Zöllen |
| 1402                          |                                             |                               | Fürstentag; eventuell Verwechslung mit dem Fürsten- oder Städtetag von 1422 |
| 1422                          |                                             | –                             | Oktober 1422; Fürsten- oder Städtetag |
| 1429                          |                                             | –                             | September 1429; Fürsten- oder Städtetag |
| 1432                          |                                             | –                             | Januar 1432; Fürsten- oder Städtetag |
| 1441                          |                                             | –                             | Mai 1441; Fürsten- oder Städtetag |
| 1444                          |                                             | –                             | Oktober 1444; Fürsten- oder Städtetag |
| 26. März– 7. August 1495      | Reichstag zu Worms (1495)                   | Maximilian I.                 | Umfangreiche Reichsreform: Ewiger Landfriede, Gründung des Reichskammergerichts, Gemeiner Pfennig. |
| 1497                          |                                             | –                             | 9. April bis 23. August 1497; Einberufung durch König Maximilian am 30. Januar 1497 und im Lindauer Reichsabschied vom 9. Februar 1497 für den 9. April 1497; Reichskammergericht wird nach nur anderthalb Jahren von Frankfurt am Main zurück nach Worms verlegt |
| 1498                          |                                             | Maximilian I.                 | |
| 1499                          |                                             | Maximilian I.                 | Einberufung durch König Maximilian am 11. August 1498 / Freiburger Reichsabschied vom 4. September 1498, verlegt nach Köln durch den König am 24. November 1498 |
| 1503                          |                                             |                               | Kurfürstentag |
| 1509                          |                                             | Maximilian I.                 | Frage der Geldbewilligung und Reichshilfe für den Krieg in Italien; Fortführung der Reichsreformen |
| 1513                          |                                             | Maximilian I.                 | |
| 1521                          | Reichstag zu Worms (1521)                   | Karl V.                       | Die habsburgischen Besitzungen werden zwischen Karl V. und Ferdinand aufgeteilt und angesichts der türkischen Bedrohung ein Reichsregiment eingerichtet und eine Reichsmatrikelordnung beschlossen (Reichstürkenhilfe). Außerdem fand die Befragung Martin Luthers statt. Das Wormser Edikt wurde erlassen. |
| 7. April 1535– 25. April 1535 |                                             |                               | Reichskreistag. Festsetzung der Koblenzer Kreisstände-Versammlung und durch deren Beschluss vom 26. Dezember 1534 |
| 1545                          |                                             | Ferdinand I.                  | [ 66 ] |
| ?–28. August 1554             |                                             |                               | Ständeversammlung |
| 1564                          |                                             |                               | Reichsdeputationstag |
| 1586                          |                                             |                               | Reichsdeputationstag |